# معركة كلوكوتنيتسا
وقعت معركة كلوكوتنيتسا في 9 مارس 1230 بالقرب من قرية كلوكوتنيتسا (موجودة اليوم في مقاطعة هاسكوفو، بلغاريا) بين الإمبراطورية البلغارية الثانية وإمبراطورية سالونيك. نتيجةً لذلك، ظهرت بلغاريا مرة أخرى كأقوى دولة في جنوب شرق أوروبا. ومع ذلك، سرعان ما بدأ التنازع على السلطة البلغارية وتجاوزها من قبل إمبراطورية نيقية الصاعدة.

## أصول الصراع
عام 1221-1222، أقام الإمبراطور البلغاري إيفان آسين الثاني تحالفًا مع ثيودور كومنينوس دوكاس، حاكم إبيروس. ومن خلال المعاهدة، تمكّن ثيودور من غزو مدينة سالونيك من الإمبراطورية اللاتينية، وكذلك الأراضي في مقدونيا بما في ذلك أوهريد، وتأسيس إمبراطورية سالونيك. بعد وفاة الإمبراطور اللاتيني روبرت من كورتيناي عام 1228، اعتُبر إيفان آسين الثاني الخيار الأكثر احتمالا لأن يكون وصي بالدوين الثاني. اعتقد ثيودور أن بلغاريا كانت العقبة الوحيدة المتبقية في طريقه إلى القسطنطينية وفي بداية مارس 1230 غزا البلاد، خارقًا بذلك معاهدة السلام وبدون إعلانه للحرب.

## المعركة
استدعى ثيودور كومنينوس جيشًا كبيرًا، بما في ذلك المرتزقة الغربيين. كان واثقًا جدًا من النصر لدرجة أنه أخذ معه البلاط الملكي بأكمله، بما في ذلك زوجته وأطفاله. تحرك جيشه ببطء ونهب القرى في طريقه. عندما علم القيصر البلغاري بغزو الدولة، جمع جيشًا صغيرًا من بضعة آلاف من الرجال (بما في ذلك رجال الكومان، الذين يصفهم أكروبوليتس بالمناجل) وسرعان ما اتجه جنوبًا. خلال أربعة أيام قطع البلغاريون مسافة أطول بثلاث مرات مما قطعه جيش ثيودور خلال أسبوع.
في 9 مارس، التقى الجيشان بالقرب من قرية كلوكوتنيتسا. يقال إن إيفان آسين الثاني أمر بوضع معاهدة الحماية المتبادلة على رمحه واستخدامه كعلم. لقد كان تكتيكيًا جيدًا وتمكن من محاصرة العدو الذي تفاجأ بمقابلة الجيش البلغاري قريبًا. استمرت المعركة حتى غروب الشمس. هُزم رجال ثيودور تمامًا، وتمكنت قوة صغيرة فقط بقيادة شقيقه مانويل من الهروب من ساحة المعركة. قُتل الباقون في المعركة أو أسروا، بما في ذلك البلاط الملكي في تسالونيكي وثيودور نفسه.

## نقش تارنوفو لإيفان آسين الثاني
من أجل إحياء ذكرى المعركة، وضع الإمبراطور البلغاري نقشًا محفورًا على أحد الأعمدة الرخامية في كنيسة الأربعين شهيدًا المقدسة في عاصمة الإمبراطورية البلغارية فيليكو تارنوفو. من بين جميع الوثائق الموجودة، يعتبر نص هذا النقش هو أدق دليل على نتيجة المعركة ونتائجها:
أنا جون آسن باسم المسيح، القيصر الحقيقي والملك البلغاري، ابن القيصر القديم آسن، زيّنت هذه الكنيسة المقدسة باسم الشهداء الأربعين المقدسين، وبمساعدتهم ذهبت للحرب في رومانيا وهزمت الجيش اليوناني وأسرت قيصرهم، كير تيودور كومنينوس، مع جميع النبلاء. وقد احتلت جميع أراضيه، اليونانية وكذلك الألبانية والصربية؛ والبلدات حول تساريغراد وهذه المدينة بالذات كان يحكمها فرازي (اللاتين)، لكنهم أيضًا خضعوا لإمبراطوريتي؛ لأنه لم يكن لديهم قيصر آخر سواي وبفضلي عاشوا أيامهم، لأن الله أمر بذلك، لأنه بدونه لا عمل ولا كلمة. المجد له إلى الأبد، آمين.

## لاحقًا
أطلق إيفان آسين الثاني سراح الجنود الأسرى على الفور دون أي شروط ونقل النبلاء إلى تارنوفو. سارت شهرته لكونه حاكمًا رحيمًا وعادلًا قبل مسيرته إلى أراضي تيودور كومنينوس. أصبحت ثيسالونيكي نفسها تابعة للبلغاريين في عهد شقيق ثيودور مانويل، ومع ذلك، بعد وفاة إيفان آسين الثاني، انقطع ولاء إيبروس للإمبراطورية البلغارية ودخلت بلغاريا في تدهور سياسي سريع، وفي الوقت نفسه استُعيدت العديد من الأراضي مرة أخرى تحت قيادة مايكل الثاني ملك إبيروس.